# Saint-Sauveur-la-Sagne
Saint-Sauveur-la-Sagne település Franciaországban, Puy-de-Dôme megyében. Lakosainak száma 83 fő (2022. január 1.). Saint-Sauveur-la-Sagne La Chapelle-Geneste, Doranges, Mayres, Novacelles és Saint-Alyre-d’Arlanc községekkel határos.

## Népesség
A település népessége az elmúlt években az alábbi módon változott:
| Lakosok száma | 105  | 97   | 95   | 92   | 88   | 85   | 84   | 83   |
|               | 2013 | 2015 | 2017 | 2018 | 2019 | 2020 | 2021 | 2022 |